# Dwuprzodozębowce
Dwuprzodozębowce (Diprotodontia) – rząd ssaków z nadrzędu australotorbowych (Australidelphia) w obrębie infragromady ssaków niższych (Metatheria).

## Budowa

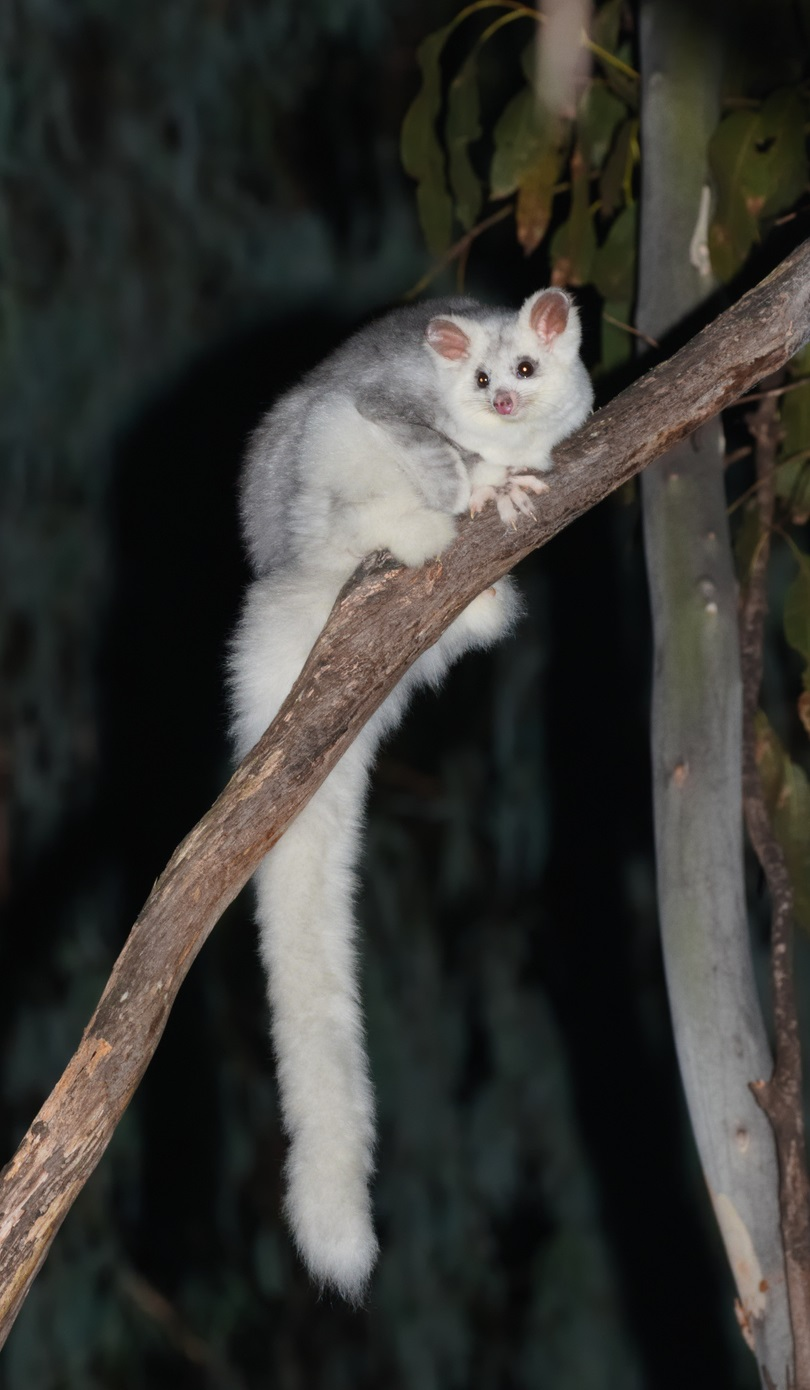
Wolatucha wielka

Masa ciała dwuprzodozębowców zależy od podtaksonu. U koali dochodzi do 14 kg, u cięższych wombatowatych od 20 do 40 kg. Jednak w plejstocenie żyły wombatowate wielkości dzisiejszych nosorożców. Mniejsi przedstawiciele rzędu ważą kilkadziesiąt gramów, jak np. ważąca 45 g drzewnica górska czy ważące do 60 g akrobatkowate. Do przedstawicieli średniej wielkości należą ważące od 0,5 do 2 kg pseudopałankowate. Najmniejsze z kanguroksztatłnych, torebnikowate, ważą po pół kg, największe nawet do 90 kg.
Dwuprzodozębowce charakteryzuje uzębienie diprotodontyczne. Oznacza to, że mają pojedynczą parę siekaczy w żuchwie. Natomiast w szczęce siekacze liczą zazwyczaj 3 pary, prócz wombatowatych, u których występuje tylko jedna. Rodzina ta cechuje się jeszcze bardziej zredukowanym uzębieniem, wombatowate nie mają w ogóle kłów, dysponują po jednym przedtrzonowcu w każdym szeregu zębowym i leżącymi za nim czterema trzonowcami, podczas gdy ich bliski krewny koala ma kieł w szczęce i 3 pary górnych siekaczy. Z kolei pałankokształtne mogą mieć dwie pary siekaczy dolnych. Górne kły są selenodontyczne bądź lofodontyczne, dolnych kłów nie ma. Kłów górnych może też brakować u kangurokształtnych.
Ogon może chwytny, jak u akrobatkowatych.
Tylne kończyny dwuprzodozębowców cechuje syndaktylia: ich drugi i trzeci palec zrastają się ze sobą. Nie dotyczy to jednak oddzielnych pazurów wieńczących oba zrośnięte palce. U koali pazury te służą pielęgnacji futra. U koali występują też przeciwstawne palce, ułatwiające chwytanie się gałęzi drzew. Akrobatkowate rozwinęły wąską i grubą błonę lotną umożliwiającą im lot ślizgowy, podobna twór jest dobrze rozwinięty u części lotopałankowatych.

## Systematyka
Rodziny zaliczane do dwuprzodozębowców grupowane są w dwóch podrzędach:
- Podrząd: Vombatiformes Burnett, 1830 – wombatokształtne
  - Infrarząd: Phascolarctomorphia K.P. Aplin & M. Archer, 1987
    - Rodzina: Phascolarctidae Owen, 1839 – koalowate

  - Infrarząd: Vombatomorphia K.P. Aplin & M. Archer, 1987
    - Rodzina: Vombatidae Burnett, 1829 – wombatowate
    - Rodzina: Diprotodontidae Gill, 1872 – takson wymarły
- Podrząd: Phalangerida K.P. Aplin & M. Archer, 1987 – workolotokształtne

- Nadrodzina: Burramyoidea R. Broom, 1898

- Rodzina: Burramyidae R. Broom, 1898 – drzewnicowate

- Nadrodzina: Phalangeroidea Rafinesque, 1815

- Rodzina: Phalangeridae Thomas, 1888 – pałankowate
- Rodzina: Ektopodontidae Stirton, Tedford & Woodburne, 1967 – takson wymarły
- Rodzina: Miralinidae Woodburne, Pledge & M. Archer, 1987 – takson wymarły

- Nadrodzina: Petauroidea Bonaparte, 1838 – lotopałankowce

- Rodzina: Pseudocheiridae Winge, 1893 – pseudopałankowate
- Rodzina: Petauridae Bonaparte, 1838 – lotopałankowate
- Rodzina: Tarsipedidae P. Gervais & Verreaux, 1842 – ostronogowate – jedynym przedstawicielem jest Tarsipes rostratus P. Gervais & Verreaux, 1842 – ostronóg nektarowy
- Rodzina: Acrobatidae K.P. Aplin, 1987 – akrobatkowate

- Nadrodzina: Macropodoidea J.E. Gray, 1821

- Rodzina: Hypsiprymnodontidae R. Collett, 1877 – torebnikowate – jedynym żyjącym współcześnie przedstawicielem jest Hypsiprymnodon moschatus E.P. Ramsay, 1876 – torebnik piżmowy
- Rodzina: Potoroidae J.E. Gray, 1821 – kanguroszczurowate
- Rodzina: Macropodidae J.E. Gray, 1821 – kangurowate

Czyni to dwuprzodorzębowce największym rzędem torbaczy.
Opisano również rodzinę wymarłą nie sklasyfikowaną w żadnym z powyższych podrzędów:
- Thylacoleonidae Gill, 1872

Według innych klasyfikacji kangurokształtne są zaliczane do Phalangeriformes (które bez nich byłyby taksonem parafiletycznym) jako nadrodzina Macropodoidea.

## Filogeneza
Możliwy kladogram Diprotodontia
```
 
Diprotodontia

  |-- †
Palorchestidae

  |-- †
Wynyardiidae

  |-- †
Thylacoleonidae
 (lwy workowate)
  |--o 
Vombatiformes
 (wombatokształtne)
  |  |--o 
Phascolarctoidea

  |  |  `-- 
Phascolarctidae
 (koalowate)
  |  `--o 
Vombatoidea

  |     |-- †
Ilariidae

  |     `--+-- †
Diprotodontidae

  |        `-- 
Vombatidae
 (wombatowate)
  `--o 
Phalangeriformes

     |-- 
Burramyidae
 (drzewnicowate)
     `--+--o 
Macropodoidea

        |  |-- 
Potoroidae
 (kanguroszczurowate)
        |  `-- 
Macropodidae
 (kangurowate)
        `--+--o 
Petauroidea

           |  |-- 
Acrobatidae
 (akrobatki)
           |  |-- 
Pseudocheiridae
 (pseudopałankowate)
           |  `-- 
Petauridae
 (lotopałankowate)
           `--o 
Phalangeroidea

              |-- 
Phalangeridae
 (pałankowate)
              `--+-- †
Pilkipildridae

                 `--+-- †
Ektopodontidae

                    `-- †
Miralinidae
```

## Rozmieszczenie geograficzne
Dwuprzodozębowce występują w krainie australijskiej. Koalowate zamieszkują lasy porastające wschód Australii. Ostronóg nektarowy zamieszkuje południowo-zachodnią Australię, torebnik piżmowy – północny wschód Queenslandu. Kanguroszczurowate i wombatowate również ograniczone są do Australii. Nie dotyczy to pałankokształtnych. Drzewnicowate prócz Australii zamieszkują także Nową Gwineę, podobnie jak pseudopałankowate, lotopałankowate i pałankowate, te dwie ostatnie spotykane także na mniejszych okolicznych wyspach. Kangurowate również spotyka się w Australii i Nowej Gwinei. Burramys parvus spędza życie na znacznych wysokościach.

## Ekologia

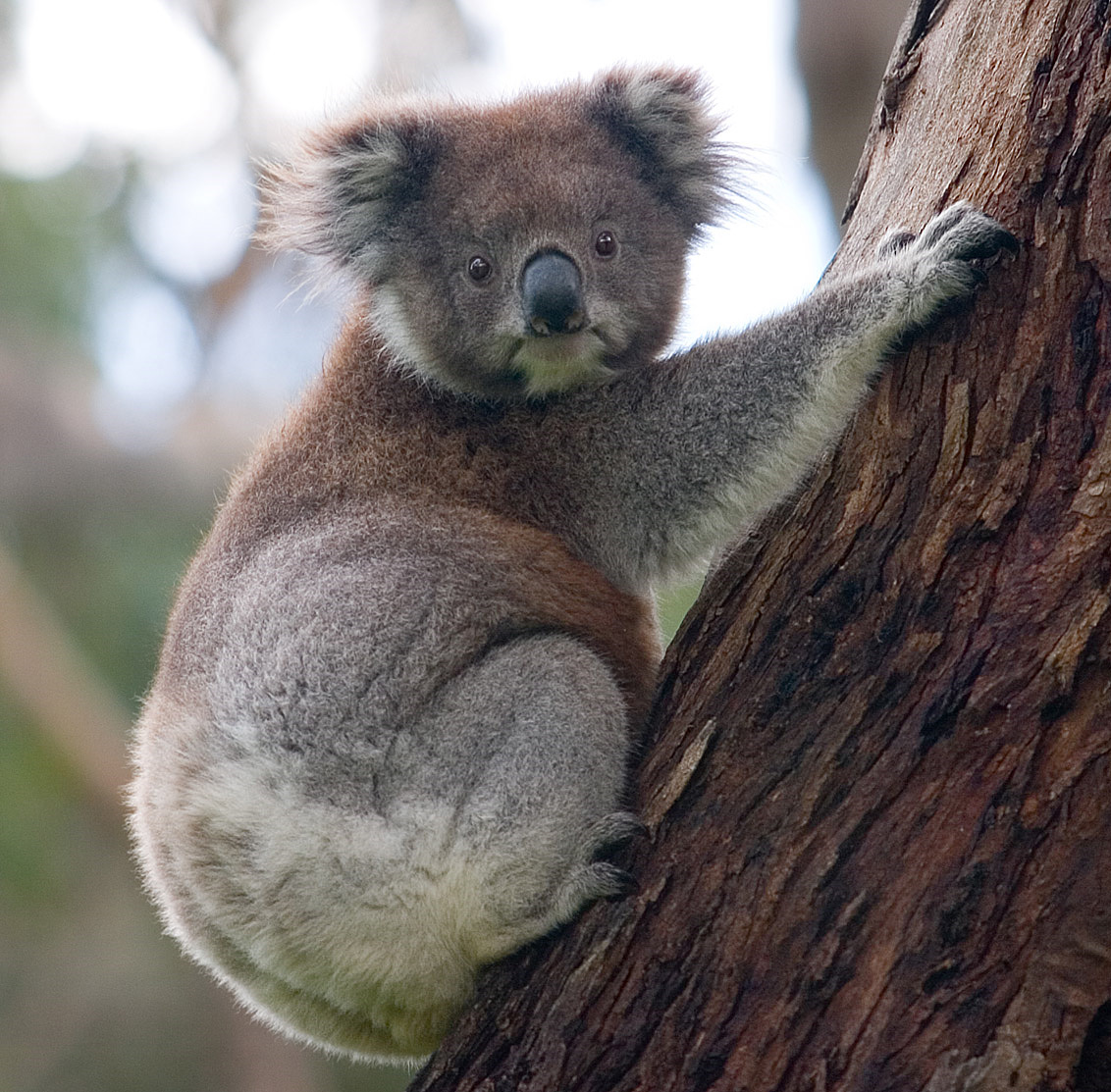
Koala australijski odżywia się liśćmi eukaliptusa

Dwuprzodozębowce pożywiają się różnym pokarmem. Zdarzają się formy wyłącznie roślinożerne. Koalowate odżywiają się wyłącznie liśćmi eukaliptusa, wytworzyły przystosowania do tego trującego i niezbyt pożywnego pokarmu. Wombat natomiast spożywa trawy, turzyce, mchy, korzenie i korę. Z kolei kitanka lisia gustuje w roślinach uprawianych przez ludzi. Inne dwuprzodozębowce przystosowały się do odżywiania nektarem bądź sokiem. Wydłużony język przydatny w penetrowaniu kwiatów w poszukiwaniu nektaru wykształciły ostronogowate, które, podobnie jak nietoperze, odgrywają przez to istotną rolę w zapylaniu roślin. Owoce, nektar, kwiaty i pąki stanowią poza liśćmi eukaliptusa pożywienie pseudopałanki wędrownej. Jeszcze inne są owadożercami, jak torebnikowate, bądź wszystkożercami, jak większość pałankowatych i część kanguroszczurowatych. Lotopałankowate łączą owady oraz sok eukaliptusów i akacji, niektóre z nich, jak palcownik pręgowany, opukują korę drzew podobnie jak palczak madagaskarski.

## Rozmnażanie
Występuje krótka ciąża. U koali, wytwarzających łożysko, trwa ona 25–35 dni. Wombatowate również wytwarzają łożysko, a ciąża wombata tasmańskiego trwa około miesiąca. Znacznie krócej, od 13 do 16 dni, trwa ciąża u drzewnicy górskiej z rodziny drzewnicowatych. U lotopałanki karłowatej ciąża trwa 16 dni. Ciąża kangura olbrzymiego twa od 34 do 38 dni.
Koala rodzi jedno półkilogramowe młode. Również u pałankowatych noworodek jest jeden. U pseudopałankowatych bywa różnie: wolatucha wielka wydaje na świat jedno dziecko, a pseudopałanka wędrowna już dwa. Lotopałanka karłowata może urodzić zarówno 1, jak i 2 młode, ważą one około 0,19 g. Pojedynczy noworodek lub bliźniaki występują też u kangura olbrzymiego, podczas gdy walabia bagienna rodzi pojedyncze młode ważące 1 g (masa dorosłej walabii wynosi do 20 kg).
Po urodzeniu młode zamieszkuje w torbie matki. U koali otwiera się ona do tyłu, podobnie jak u wombatowatych, u pałankowatych zaś do przodu, tak jak i u pseudopałankowatych i lotopałankowatych. Młode koali spędza w niej 7 miesięcy, młode walabii bagiennej 8–9. Akrobatki mogą jednocześnie mieć w torbie lęgowej do czwórki młodych.